# 依克文紙業
依克文紙業股份有限公司，簡稱依克文紙業股份，以及依克文紙業（瑞典語：Ekman & Co AB），於1802年由古斯特夫·賀力克·依克文創立一家紙業公司。
現時業務在全球經營纸张、纸浆和回收材料等產品，總部位於Lilla Bommen 1 P.O. Box 230 SE-401 23 Gothenburg。
而首席執行官為扬·斯文森，董事長為Matts Ekman。

## 連結
- EkmanOnline.com